# Hess lighTram Trolley

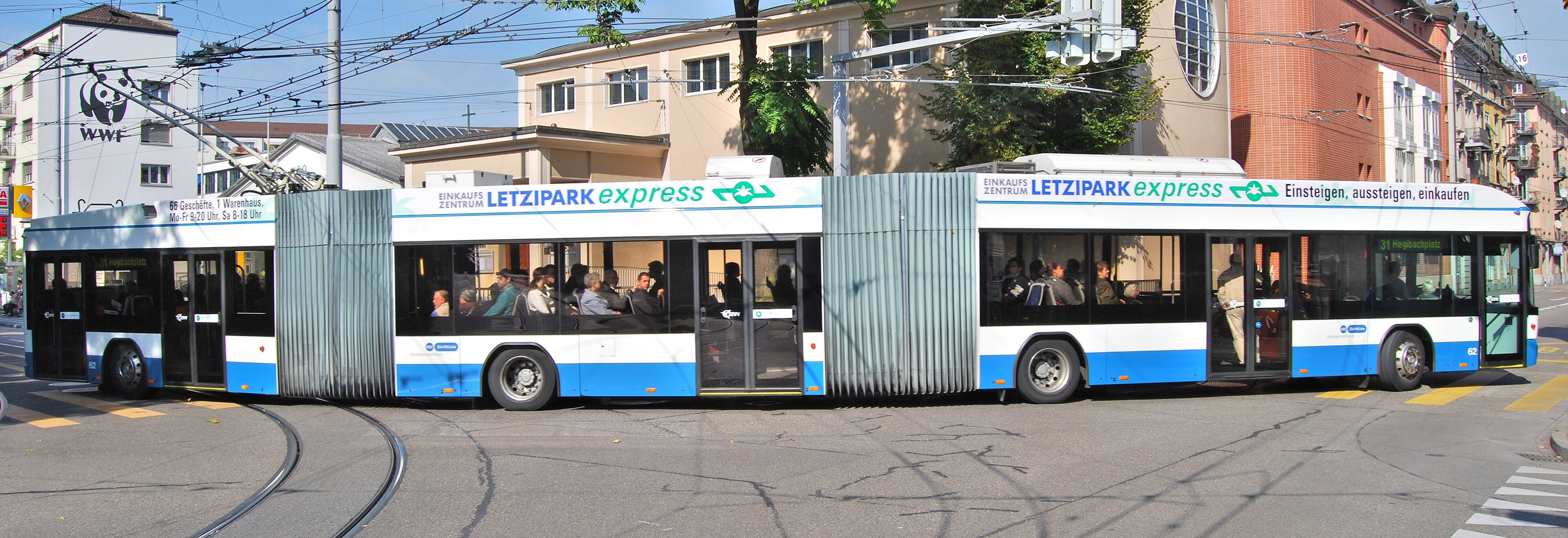
Трехсекционный lighTram 3 в Цюрихе

Hess lighTram Trolley — четырёхосный трехсекционный троллейбус производства Carrosserie Hess, Беллах, Швейцария . Первоначальное название было Hess lighTram, но после создания варианта с гибридным двигателем был переименован. Кузов и шасси производится компанией Carrosserie Hess, электронная начинка — компанией Vossloh Kiepe, дочерним предприятием компании Vossloh . Трехсекционный троллейбус имеет официальное обозначение BGGT-N2C для модели lighTram 3 и BGGT-N2D для модели lighTram 4 (также используются названия Megatrolley или Longo), трехсекционный гибридный автобус lighTram Hybrid, простой двухсекционный троллейбус Swisstrolley, дуобус NGT 204° F, гибридный секционный автобус Swisshybrid и дизельный автобус Swissdiesel вместе с запланированным односекционный троллейбусом Eurotrolley - члены одной семьи машин.

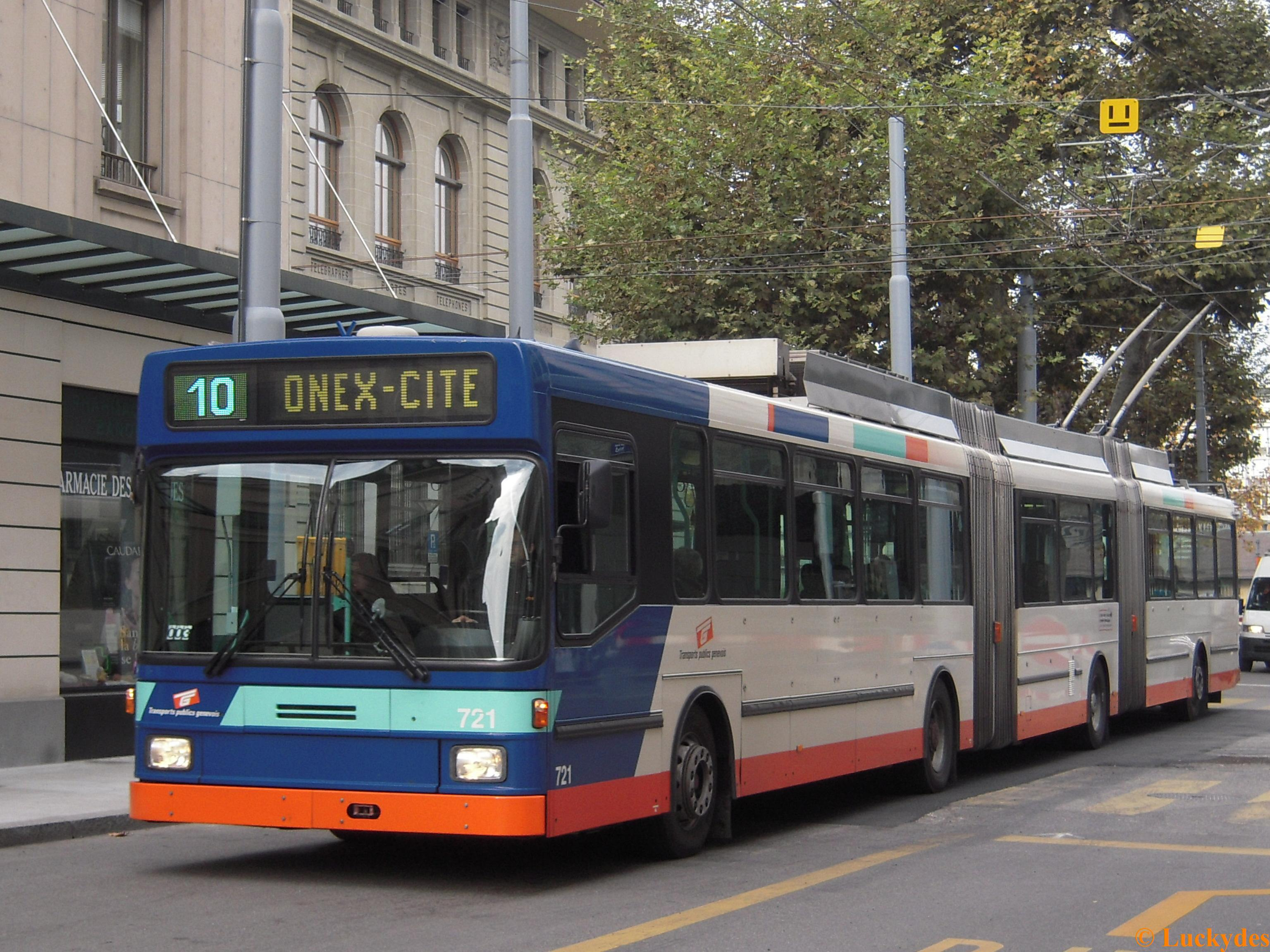
Переработанный в 2003 году Swisstrolley 1 стал первым lighTram. До сих пор используется под номером 721 в Женеве

Два прототипа, выполненных на базе старых двухсекционных автобусов существуют до сих пор в троллейбусных парках Женевы и Санкт-Галлена .
Фирма Transports Publics Genevois переработала осенью 2003 года троллейбус типа Swisstrolley 1 под номером 709 (1993 года выпуска) в третий lighTram. После перестройки получил номер 721 и был обозначен как серия lighTram 1.
Транспортная организация города Санкт-Галлен в конце 2005 года приняла решение о дополнении к существующим троллейбусов совместного построения фирм NAW, Hess и ABB типа BGT 5-25 (1991 год) новыми секциями с низким полом. В начале 2006 года началась пробная эксплуатация троллейбусов под обозначением BGGT 5-25. По первоначальному плану переделки изменениям должны были подвергнуться восемь или девять троллейбусов. Из-за технических проблем с прототипами было решено купить семь вновь построенных lighTram.

## lighTram 3

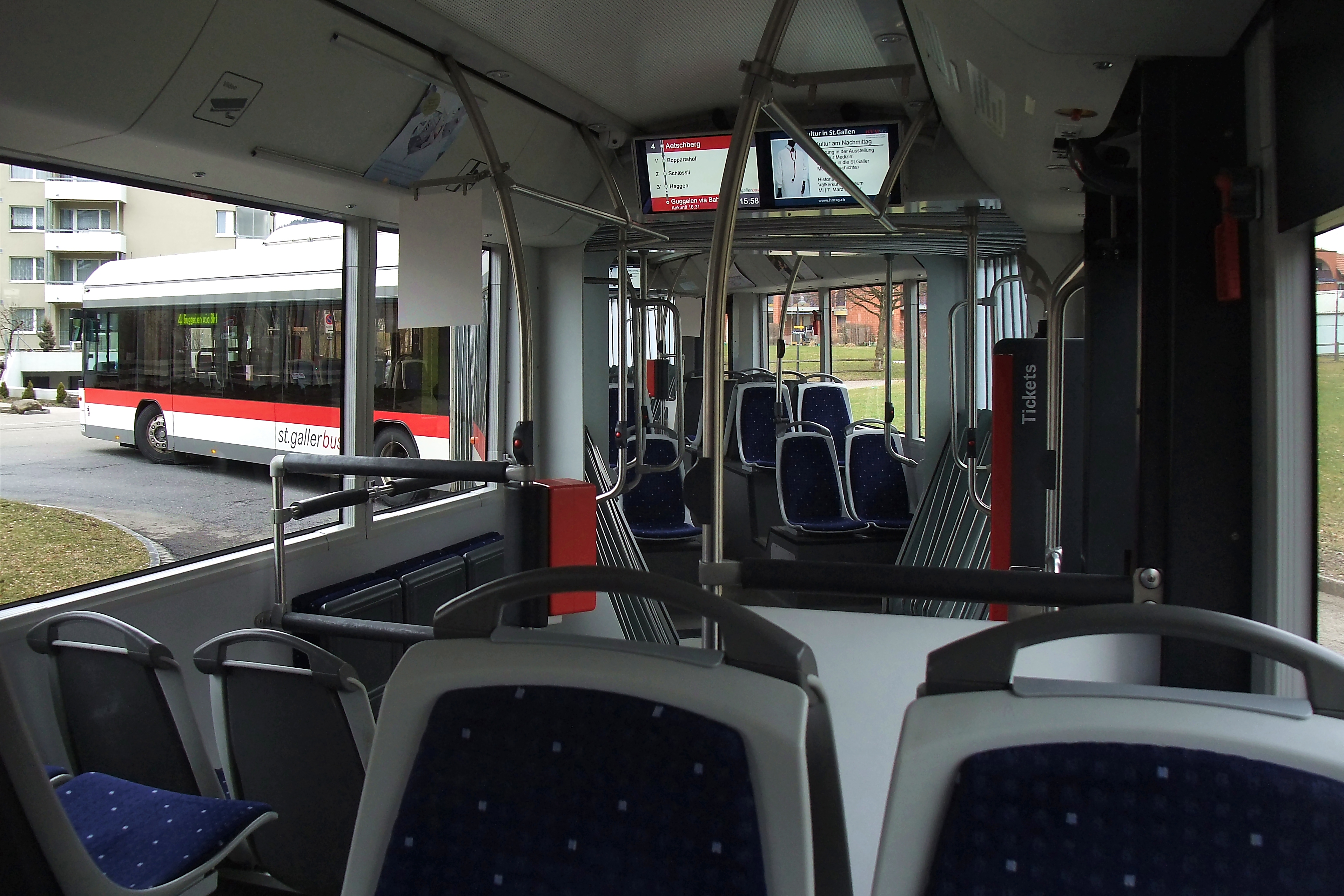
Внутреннее устройство одного из троллейбусов в Санкт-Галлене, маршрут номер 4.

### Техника и внешний вид
Троллейбус lighTram 3 имеет длину 24,7 м, вес 24,6 тонн и имеет низкий пол. Троллейбус четырёхосный, две оси находятся под передней секцией и по одной — в каждой из последующих. Двигатели подключены ко второй и третьей осям, первая и четвёртая являются управляемыми. Троллейбус оборудован двумя трехфазными моторами и имеет возможность рекуперативного торможения. С 2012 года во второй партии lighTram, поступившей в Цюрихе, вместо дизельного аварийного генератора установлен тяговые аккумуляторы.
Дизайн lighTram 3 в основном скопированы с Swisstrolley 3. Аналогично этому троллейбус происходил постепенный фейслифт в течение производства.
Для применения этого троллейбуса в Цюрихе ряд остановок пришлось перестроить.

### Использование
Первые серийные машины доставлялись с 2005 года в Женеву. Всего было произведено 37 единиц для городов Женева, Люцерн, Санкт-Галлен и Цюрих .
| оператор | сеть                     | количество | годы постройки | номера  | Использование    | Примечания                                     |  |
| -------- | ------------------------ | ---------- | -------------- | ------- | ---------------- | ---------------------------------------------- |  |
| TPG      | Троллейбус Женевы        | 10         | 2005—2006      | 781—790 | маршрут 10       | Дизайн CO-BOLT 2, передние двери двустворчатые |  |
| VBL      | Троллейбус Люцерна       | 0 3        | 2006           | 231—233 | маршрут 1        | Дизайн CO-BOLT 2, передние двери двустворчатые |  |
| VBZ      | Троллейбус Цюриха        | 17         | 2007—2008      | 61-77   | Маршруты 31 и 32 | Передние двери одинарные                       |  |
| VBSG     | Троллейбус Санкт-Галлена | 0 7        | 2009           | 188—194 | Маршрут 1 и 4    | передние двери двустворчатые                   |  |

## lighTram 4
В 2012 году, вместе с Swisstrolley 4, были представлены lighTram 4
Вместе с новым шасси для 12 единиц троллейбусов для Цюриха в тв один lighTram также было встроено тяговый аккумулятор. Эта опция также была встроена во все 23 lighTram 4. Базовая стоимость lighTram в 2013 году составляла 1.622.350 швейцарских франков .

### Использование
32 изготовленных на сегодня lighTram 4 распределены между двумя городами:
| оператор | сеть                | количество | годы постройки | номера  | Использование    | Примечания                                                    |  |
| -------- | ------------------- | ---------- | -------------- | ------- | ---------------- | ------------------------------------------------------------- |  |
| VBZ      | троллейбусы Цюриха  | 12         | 2012           | 78-89   | Маршруты 31 и 32 | Передние двери одинарные                                      |  |
| VBZ      | троллейбусы Цюриха  | 0 2        | 2014           | 90-91   | Маршруты 31 и 32 | Передние двери одинарные                                      |  |
| VBL      | троллейбусы Люцерна | 0 9        | 2014           | 234—242 | Маршруты 1 и 8   | Передняя часть похожа на трамвайную, передние двери одинарные |  |
| VBL      | троллейбусы Люцерна | 0 9        | 2016           | 401—409 | Маршруты 1 и 8   | Передняя часть похожа на трамвайную, передние двери одинарные |  |

Для испытаний машина под номером 78 с Цюрихе была отправлена в начале октября 2012 года в Зальцбург, где он использовался, как усиление на маршруте 3. Дополнительно тестовое использование происходило также в Линце, где его испытывали на всех четырёх троллейбусных линиях.
Троллейбусы серии lighTram 4 также тестировались в Лионе. Для этого машина 236 с Люцерна находилась с 30 мая по 3 июня во Франции и выполняла рейсы на маршрутах С2 и С3.